# اووچولو (آق‌داش)
اووچولو (به لاتین: Ovçulu) یک منطقه مسکونی در جمهوری آذربایجان است که در شهرستان آق‌داش واقع شده است.